# Feria Internacional de Comercio (Dar es Salaam)
La Feria Internacional de Comercio de Dar es Salaam (en inglés: Dar es Salaam International Trade Fair — DITF), conocida también como Saba Saba, se celebra cada año durante junio o julio en el recinto ferial nombrado en honor al político y teórico político tanzano Mwalimu Nyerere. La feria se encuentra a lo largo de la carretera Kilwa, a ocho kilómetros al sureste de Dar es Salaam, Tanzania .
La Feria Comercial Internacional de Dar es Salaam es un importante evento promocional anual organizado por la Junta de Comercio Exterior. La junta es una institución gubernamental que fue creada conforme a la Ley Nº 5 de 1978, para liderar las iniciativas de exportación de Tanzania 

## Historia
Recinto Ferial, también conocida como Mwl. J.K. Nyerere Trade Fair Grounds, se inauguró en 1962, un año después de que Tanzania obtuviera su independencia el 9 de diciembre de 1961.La feria estaba bajo la dependencia del Ministerio de Comercio y Cooperativas en esos años, y el evento era conocido originalmente como Feria Nacional Agrícola y Comercial (NATF).
La primera feria comercial se celebró en 1963. Fue organizada por un experto británico del Ministerio de Comercio y Cooperativas, con la asistencia del Sr. Mashamba, quien era funcionario del ministerio.
La Junta de Comercio Exterior de Tanzania (BET) se compromete a establecer asociaciones comerciales globales a través de la organización y gestión de ferias comerciales internacionales y especializadas, exposiciones individuales, investigación de productos y mercados, desarrollo de capacidades, misiones comerciales, reuniones de compradores y vendedores, y programas de marketing de contacto. BET proporciona información regular sobre comercio y ofrece servicios de consultoría a fabricantes, exportadores e importadores para permitirles participar eficazmente en el mercado global. 

## Feria internacional de comercio hoy
Con el paso de los años, la feria de Dar es Salaam se ha convertido en un escaparate de productos de Tanzania, así como de la región de África Oriental, Central y Meridional.Con la ayuda del eficiente puerto de Dar es Salaam, utilizado por toda la región, la feria sirve como centro para conectar con países como Kenia, Uganda, Ruanda, Burundi, República Democrática del Congo, Zambia, Malawi, Zimbabwe y Botswana. La feria también cuenta con el patrocinio de la comunidad empresarial de Tanzania, que expone allí y la utiliza como foro para el intercambio empresarial. 
La participación de empresas es cada vez mayor, y de solo 100 empresas que participaron en esta feria a finales de los años ochenta, en 1999 asistieron más de 1.041 empresas. En el año 2006 asistieron a la feria un total de 1.526 expositores de más de 18 países extranjeros. 
Hoy en día, la feria cuenta con el apoyo del gobierno a través del Ministerio de Industria, Comercio y Marketing. El evento cuenta con el apoyo de la Cámara de Comercio, Industria y Agricultura de Tanzania (TCCIA) y la Confederación de Industrias de Tanzania (CTI), así como otras instituciones en el país. El evento también cuenta con el apoyo de la Cámara de Comercio, Industria y Agricultura de Tanzania (TCCIA) y la Confederación de Industrias de Tanzania (CTI), así como de otras instituciones del país, comme Meridian. SabaSaba ahora es la exposición más grande de África, reuniendo más de 3.500 empresas nacionales, casi 200 empresas extranjeras y 26 países participaron en la exposición de 2023. 

## Perfil de expositores
Los tipos de expositores que podemos ver en esta feria son los siguientes:
- Productos agrícolas: alimentos y bebidas.
- Textiles, ropa e hilados.
- Productos manufacturados
- Tecnologías de la información y la comunicación
- Material de construcción
- Coches
- Proveedores de servicios de transporte de mercancías
- Proveedores de servicios de transporte de pasajeros
- Productos y dispositivos eléctricosž
- Productos y dispositivos agrícolas
- Equipos agrícolas
- Productos químicos y cosméticos
- Madera y muebles
- Servicios comerciales
- Productos de ingeniería
- Máquinas
- Software para computadoras
- Regalos y artesanías

## Prohibición de exposición
- Armas y municiones
- Drogas
- Contenidos políticos y religiosos.

## Perfil de visitantes
- Consumidores y comerciantes
- Importadores
- Mayoristas
- Agentes
- Ejecutivos de negocios
- El público
- VIP